# Oecetis porteri
Oecetis porteri är en nattsländeart som beskrevs av Ross 1947. Oecetis porteri ingår i släktet Oecetis och familjen långhornssländor. Inga underarter finns listade i Catalogue of Life.